# Sørkjosen
Sørkjosen (nordsamisk: Reaššegeahči) (kvensk: Rässikäinen) er en by i Nordreisa kommune i Troms fylke i Norge. Byen har indbyggere (2012), og ligger ved E6, på vestsiden af Reisafjorden, omkring fem kilometer nordvest for kommunecenteret Storslett.
Sørkjosen har havn for fiskebåde og småbåde, og er udgangspunkt for lokale bådruter. Sørkjosen Lufthavn, som ligger mellem byen og fjorden, har daglige afgange til Tromsø, Hammerfest og Kirkenes.